# キャットルーキー
『キャットルーキー』は、丹羽啓介による野球漫画。1993年1月増刊号の読み切りを経て、1993年5月増刊号から2003年3月増刊号まで『少年サンデー超（スーパー）増刊』で連載されていた。単行本全26巻。単行本はコミックパークのオンデマンド版が入手可能であったが、2022年9月にコミックパークはサービス終了。2023年8月現在電子書籍化はされていない。

## 概要
日本のプロ野球パ・リーグが舞台（チーム名などは架空のものに変えられている）。パ・リーグの実在選手らをモデルとした登場人物も数多く登場する。作品は三部構成で、基本的にペナントレースの一年間を各部で描いている。第一部（単行本1巻）が「雄根小太郎編」、第二部（同2 - 16巻）が「四方二三矢編」、第三部（同17 - 26巻）が「寅島・三ヶ月編」となっており、架空球団トム・キャッツに入団したルーキーがそれぞれの部の主人公となる。なお、各主人公たちはそれぞれネコに関する名前や特徴を持っている。

## あらすじ

### 第一部・雄根小太郎編
大和トム・キャッツのドラフト1位ルーキー雄根小太郎は、剛速球を投げる実力がありながら極度の気分屋という性格が災いして勝星を上げることができないでいた。不調の原因は、想いを寄せる女子アナ・仲井穂積と高校時代からのライバル・清本天馬の熱愛報道。だが、ふとしたことから雄根は、仲井がかつて自分と同じ高校の放送部員であり、その頃から自分のファンだったことを知って自信を取り戻す。しかし仲井は研修のためアメリカに旅立ってしまうのだった……。
1993年4月、経営難のために身売りの噂が絶えないトム・キャッツであったが、ある日選手たちに告げられたのは身売りどころか今季限りでのチーム解散・消滅だった。優勝すれば解散を撤回させられると考えた雄根は、テレビの生放送で優勝できなければ引退すると宣言、自らを追い込む。雄根の心意気に動かされ、チームは一丸となって快進撃を開始する。
しかし、南部ペガサスの放った刺客・デーモスの打球によって雄根は負傷し、戦線離脱を余儀なくされてしまう。果たして雄根はトム・キャッツを優勝させることができるのか……？

### 第二部・四方二三矢編
第一部終了直後のシーズンオフ、トム・キャッツ二軍秋季キャンプを訪れる青年の姿があった。その青年・四方二三矢は二軍監督の水原に自らの並外れた集中力をアピールする。リハビリのためにキャンプに参加していた雄根がテスト相手を買って出た。雄根の剛速球を四方は鋭いスイングと共にライトポール際に叩き込む。しかし、ファウルと判定された上に、この一振りによって筋肉を傷めた四方はあえなく三振してしまう。
敗れて納得の表情を見せる四方だったが雄根は入団を薦め、水原も同意する。やがて四方はその集中力を武器に大活躍することになる……。

### 第三部・寅島・三ヶ月編
第二部から1年後の夏の甲子園、東東京代表・浅草寺高校対高知代表・桂浜高校戦のスタンドにトム・キャッツのスカウト・無田の姿があった。司令塔となる捕手の獲得を水原監督から依頼された無田は、無名の浅草寺を甲子園出場に導いた主将の寅島球地に白羽の矢を立てていたのだった。一方の桂浜はエースの負傷により控え投手の三ヶ月心が登板、そのカーブの変化の鋭さに寅島は強い印象を受ける。
甲子園閉幕後、寅島は無田から正式にドラフト指名の挨拶を受けた。進学を理由に一度は断った寅島だが、三ヶ月のカーブが忘れられず、三ヶ月を一緒に指名するという条件で入団を承諾する。そして自ら三ヶ月を説得するために無田と共に高知に向かった寅島は、桂浜主将の坂本から三ヶ月の抱える事情を知らされる……。

## 主な登場人物

### 大和トム・キャッツ
モデルは当時の近鉄バファローズ。第1部では万年下位チームで赤字により消滅の危機にあったが、リーグ優勝する活躍により黒字経営に戻り、危機を脱する。12球団中唯一、日本一になったことがなかったが、第3部最終回で達成することになった。親会社は「オスネコヤマト」という運送業（ヤマト運輸がモデル）。また、近鉄バファローズの本拠地は大阪府だが、トム・キャッツの本拠地は千葉県となっている。なお連載終了後ではあるが、2005年3月に近鉄バファローズはオリックス・ブルーウェーブに統合されオリックス・バファローズとなり、第1部で描かれた「身売りではなく球団消滅」に近い形となってしまった。
雄根 小太郎（おすね こたろう）
投手。第一部の主人公でドラフト1位入団。トム･キャッツのエースであり、球界一、二を争う剛球投手。トルネード投法から最高球速164km/hのストレートを繰り出す。気持ちで球を投げるタイプの投手で、気分次第で球速が大きく変化する。テンションが低いときの球速は130km/hにも満たないが、オールスターゲームの登板で映画「メジャー・リーグ」を模した演出でマウンドに登った際は「毎回これをやってくれれば30勝はできる」と豪語し、セリーグの打者を三者三球三振に討ち取った。体力も高く、シーズン終盤になると中2日や連投の登板もこなす。第1部では消滅寸前だったトム・キャッツをリーグ優勝に導き、以来「トム・キャッツ（＝雄猫軍団）」のリーダーとして描かれている（なお、彼の名前「おすね・こたろう」を読み替えると「雄猫・太郎」となる）。頬のネコヒゲがトレードマーク。背番号「百」。
神童 仁志（しんどう ひとし）
投手。雄根と同期入団でドラフト2位。トム・キャッツのストッパーであり、エースの雄根に対して「裏エース」とも呼ばれる。球界ただ一人の左のサブマリン投手で、多種の変化球と勝負度胸で危機を乗り切る。また、「イカサマストッパー」の異名を持ち、ヤスリやワセリンを使った、不正投球を得意とし、かつてはなんと甲子園のマウンドで不正投球を行い清本に見抜かれた過去がある（ただし、第2部以降は投球に関してのイカサマを行った様子は描かれていない）。金にならないことはしない主義であるが、何よりも負けることを嫌う。雄根とは犬猿の仲であるが、その実誰よりも雄根を理解していると思われるフシもある。背番号01。
四方 二三矢（しっぽう ふみや）
二塁手。第2部の主人公。ニックネームは「しっぽ」。ドラフト7位。超人的な集中力の持ち主。集中力を高めることで瞬発力を引き出し、爆発的な長打力を持つ。しかし、力を出しすぎると身体能力の限界を超えてしまうため故障が多く、選手生命は長くないことを本人も自覚している。四方家は安倍晴明の流れを汲む陰陽師の家系である。父親の職業は易者。高校時代は野球部員ながら、故障などのため公式戦出場経験はほとんどなく、無名であった。卒業後、父親の手伝いをしながらぶらぶらしていた時に、テレビで雄根の力投を見て感動し、トム・キャッツの秋季二軍キャンプを訪れて、自ら入団テストを申し入れる。背番号4。
寅島 球地（とらしま きゅうぢ）
捕手。第3部の主人公。通称「トラ」。頭脳明晰でデータを生かしたリードをする。公立高校の弱小野球部を甲子園出場に導いた実力を、トム・キャッツスカウトの無田に買われ、ドラフト3位（高卒としては最高位）指名を受ける。肘の故障のために投手を諦めた過去がある。甲子園で対戦した三ヶ月に、自分の夢を実現できる力を見出し、バッテリーを組むことを条件にトム・キャッツに入団。自ら考案した魔球を三ヶ月に投げさせる。理数系科目に強く、数式を思いつくと所構わず計算式を落書きする。夢はNASAに就職し、月に行くこと。背番号9。
三ヶ月 心（みかづき しん）
投手。第3部のもう一人の主人公。通称「ミケ」。高校まで野球未経験であったが、母親の病気の治療代を稼ぐためにプロ野球選手になることを目指した。野球部では控え投手だったが、甲子園でただ一度登板した際に対戦した寅島の口添えにより、トム・キャッツに入団する。野球をするのはあくまでも金のためであり、野球を愛してはいないと公言していたが、寅島との交流により少しずつ変わっていく。建物の3階から飛び降りても怪我をしないほど柔軟な体を持ち、「球に回転数を与える」才能を持つ。また、他人のフォームを真似るのが早い。寅島の考案したウィザードと呼ばれる魔球を投げる。魔球には、ウィザード・ドライブ、ウィサード・ライザー、ウィザード・バイパーの3種類があり、いずれも"打者の目を欺く"ことを基本コンセプトにしている。また、トルネードクイックという投法も使う。背番号03。
- ウィザード・ドライブ（TypeⅠ）:雄根のフォームをコピーしたトルネード投法から繰り出される超カーブで、右打者専用の「消える魔球」。右打者にとって眼の近くで高速移動するため、ボールを眼で追うことが非常に困難な球である。但し、左打者には消える効果は無く、また、球質がとても軽いという欠点がある。三ヶ月は高校時代から極稀に、これに近い球を投げていたが、寅島の助言による下半身強化とトルネード投法を取り入れることにより、意識して投げられるようになった。
- ウィザード・ライザー（TypeⅡ）:神童のフォームをコピーしたアンダースローにトルネード投法を加えた、独自のフォームから繰り出されるライズボールであり、対左打者用に編み出された球。左打者の眼に向かって飛んでくるため、ボールの距離感を失わせる効果のある魔球である。但し、投球後に、毎回転倒するという欠点がある。
- ウィザード・バイパー（TypeⅢ）:130キロを越す高速ナックル。"空間イレギュラー"を起こし、蛇（=バイパー）のように蛇行する魔球である。通常のナックルよりもブレの間隔が数センチ広いだけであるが、スピードが乗っているため打者の眼には稲妻が走ったように見える。
- トルネード・クイック:モーションが大きく盗塁されやすいトルネード投法の欠点を補うために三ヶ月自身が考案した超クイックモーション投法。軟体体質を生かし、脚をほとんど振り上げず上半身のみをひねって投げる。素早い投球フォームのため、打者の虚を突く究極のチェンジアップとなる。

加縫 勇治（かぬい ゆうじ）
遊撃手。四方と同期でドラフト3位。馬鹿力で能天気。打撃に関するセンスとパワーは申し分なく、特にストレート打ちに関しては四方をも超える能力を発揮する。守備面ではゴロの処理に難がある上に暴投癖があり「エラーマン」と評されるが、広い守備範囲と強肩で時折信じられないようなファインプレイも見せる。雄根によく殴られる事が多い。背番号25。
酒希 洋（さかき ひろし）
投手。四方と同期でドラフト“ハズレ”1位（トム･キャッツが抽選で外した海道の代わりに1位指名された）。当初はドラフト下位の四方を馬鹿にしていたが、後にその実力を認める。速球、変化球ともに優れ、投手としての能力は高い反面、精神的に細いところがある。入団当初は味方（加縫）のエラーにくさったり、スタンドからのヤジに負けてしまうほどの脆さを持っていたが、そのような場面を潜り抜け、やがてトム・キャッツの「左のエース」となるまで成長していく。背番号17。
ハッチ・ボーンズ
一塁手。第2部から登場。名前のモデルはタフィ・ローズ及びバリー・ボンズと思われる。元メジャーリーガーの助っ人外国人選手。第1部にトムキャッツに所属していたトルーパー(モデルはジム・トレーバー)の替わりで獲得した選手。左打ち。安打狙いの通常打法と、長距離狙いの一本足打法を使い分ける。メジャーでは首位打者を獲り、優勝も経験したが、足に怪我を抱えてから成績を落とし、日本でも自打球による骨折で怪我を再発させてしまい、それ以降は音信不通の状態だったが、とある出来事から試合に復活して、チームに貢献する。第2部では2本しかヒットを打たず、翌年もヒットのみで打率は3割だったもののホームランは0だった。しかし実際はわざと昨年は一本足打法を封印して右足の傷を完全に治すためであり、第3部ではその右足の傷も癒え長距離ヒッターとしても復活した。自称「ギャンブラー」であり、野球に関しての勝負勘は一流であるものの、日本に来てから実際のギャンブルで勝ったためしがない。背番号80。
重吉 建（しげよし けん）
三塁手。第3部から登場。社会人野球出身でドラフト2位。寅島、三ヶ月と同期だが、雄根と同い年である。スイッチヒッターであり、力に押されない広角打法と巧みなバットコントロールで確実なヒットを狙う。パワーヒッターの多いトム・キャッツにおいては貴重なアベレージヒッター。背番号28。
関 猛（せき たけし）
投手。第3部から登場。寅島、三ヶ月、重吉とは同期でドラフト1位の大卒ルーキー。合同自主トレ中に寅島との意地の張り合いで右肩を痛め、全治6ヶ月の重傷を負う。その結果、小金沢オーナーが倒れる原因を作ってしまった元凶になってしまう。その後シーズン後半に投手不足となったため一軍に交流。球速、変化球ともにレベルが高く調子に乗ると怖い選手だが、その反面精密性に欠けると同時にスタミナのペース配分を非常に苦手としている。ビッグマウスで精神的に図太く、先輩選手でも物事をズケズケ言う性格。背番号13。
井手（いで）
外野手。第1部から登場。ドラフト3位。チーム一の俊足を誇る。通称、トム・キャッツの8マン。雄根・神童と同期であるが、その二人が入団式の時にどつき合いを始めたため、これでは目立てないという理由で彼のトレードマークであるスキンヘッドが生まれた。小日向のデータによると「足はあるのに、（打撃では）打ち上げる癖がある」とのこと。連載中盤までは頭部に一本線が描かれていたが、回が進むにつれて描かれなくなっていった。モデルはたけし軍団の井手らっきょ。背番号8。
石伊（いしい）
一塁手。第1部から登場。4番打者として活躍。第2部の終盤でシャークスの伊部から死球を受け離脱した。モデルは石井浩郎。また第2部ではチームキャプテンも務めていた（第3部で判明）。背番号3。
エディ・ブライアン
外野手。第1部では本塁打王を獲得した。チーム一のスイングスピードと、独特のアッパースイングを持つ。東京エッグ球場の天井スピーカーに打球を当てたこともある。左打者で日本語にあまり馴染みのない外国人選手であったが故に、ファルコンズの沢井がサブリミナル効果を活かして仕掛けた「サイレンス・オブ・ザ・トム・キャッツ（雄猫たちの沈黙）」に、序盤から試合に出場していたトム・キャッツの打者の中では唯一影響を受けなかった。モデルはラルフ・ブライアント（ちなみにエディはブライアントの愛称）。背番号16。
鐘村（かねむら）
三塁手。第1部から登場。主に2番で出場していた、トム・キャッツのチームリーダー的存在。荒井引退後の第2部では選手会長も務めていた（第3部で判明）。モデルは金村義明。
三山（みつやま）
捕手。第1部から登場。モデルは光山英和。1・2部ともペガサスとの優勝をかけた一戦の試合中にケガをして途中交代となってしまう。第2部と3部の間にチームを離れたと見られるが、寅島が入ってくるまで雄根の全力の速球を難なく取ることが出来る捕手がいなかった(捕手に怪我人が続出した)。
仲村 紀武（なかむら のりたけ）
第2部から登場。モデルは中村紀洋。背番号は66→6。実際の中村は三塁手であるが、この作中での仲村は主に外野を守っている（第3部での紅白戦ではサードで出場もしている）。第3部ではモデル選手の活躍に合わせて仲村がホームランを打つシーンが増え、トム・キャッツの主要キャラ以外では唯一オールスターに選出された。
皆口（みなぐち）
第2部から登場。モデルは水口栄二。背番号は32→10。レギュラー選手として登場するも、これといった活躍がなくセリフらしいセリフが無い。実際の水口は主に二塁手及び遊撃手だが、こちらも四方・加縫が居る関係で外野での出場が主である。（控えの捕手が居なくなり、四方が捕手を務めた際には二塁も守った）。ちなみに2部では井手と共に独身寮居座り組。
砂野（さの）
第2部から登場。モデルは佐野重樹。背番号は14でトム・キャッツの中継ぎエース。2部の中盤以降は特に出番が多く、終盤は先発のマウンドにも立った。牽制が上手い。また、頭髪の後退が激しいが、自分でそれをネタにするような一面も見られる。
鬼桐（おにぎり）
ポジションは一塁手。第3部から登場。5年の間未だに一軍に昇格していないため長らく二軍に居座っている。ぶっきらぼうな性格だが後輩に対して面倒見が良く、茶之木寮長兼コーチのサポートをしている。背番号50。
熊澤 六郎（くまざわ ろくろう）
中谷 良雄（なかたに よしお）
津村 浩一（つむら こういち）
中谷は投手、熊澤と津村は外野手。第3部から登場。中谷はドラフト4位、熊澤はドラフト5位、津村はドラフト6位。寅島、三ヶ月、重吉、関とは同期入団の選手たちだが、紅白戦以降は登場しなくなった。
山元 和紀（やまもと　かずのり）
第1・2部はフェニックス(1部は前身のイーグルス)の主力打者で登場、3部はフェニックスを自由契約になり古巣のトムキャッツに入団。モデルは山本和範。トムキャッツに入団したときは41歳のベテランで、DHでの出場がメイン。
山崎 鉄（やまざき てつ）
第3部から登場。トレードで阪新ライガース（モデルは阪神タイガース）から移籍。フォークが武器のベテラン中継ぎ投手。ウィザードドライブ、ライザーを攻略された直後の三ヶ月から変化球の相談を受ける。モデルは必殺シリーズの山﨑努演じる念仏の鉄から。背番号18。
石下 博明（いしげ ひろあき）
第3部から登場。東京ジャイアンティス（モデルは読売ジャイアンツ）から移籍。山元・山崎と同じ移籍組だったが出番のあった2人と比べて登場シーンは少なく、紅白戦での白組のリリーフ投手として登板した以降登場していない。雄根同様本格派のノーコン投手。モデルは石毛博史。
前河（まえかわ）
第3部から登場。モデルは前川勝彦。登場時は高卒2年目の投手ながら、ローテーションの一角に食い込む。左投で茶髪。また、モデルとなった前川の背番号は28だが、重吉が28を着けているため、作中での前河は背番号26で登場する。
北河（きたがわ）
第3部から登場。モデルは北川博敏。奇怪な負傷が相次ぐシャークス戦で9回表に決勝打となるソロホームランを放った。背番号46。
藤村 虎生（ふじむら とらお）
第1部のトム・キャッツ監督としてチームをリーグ優勝に導く。第2部シーズン序盤に持病の腰痛が悪化しリタイア。水原に監督業を受け渡した後も、チームを見守り続ける。雄根の能力を見抜き、ドラフト1位に推したのも彼。現役時代は「初代ミスターライガース」として活躍、年間最多安打の日本記録を持っていた。モデルは藤村富美男。背番号99。
水原 駿祐（みずはら しゅんすけ）
第2部から登場。二軍監督→一軍監督。四方の入団テストの申し出を受けて入団させる。その後、前監督・藤村のリタイアに伴い一軍監督に昇格、四方を切り札として一軍昇格させる。普段はとぼけた表情をしているが切れ者であり、四・五手も先を読む戦略を立てる。四方いわく「悪魔の知恵者」。現役時代は荒井や無田と共に左の天才スラッガーとして鳴らした。背番号75。
荒井 弘昌（あらい ひろあき）
トム・キャッツの一軍打撃コーチ。第1部では選手会長（右打ちの二塁手、モデルとなった新井宏昌は左打者であり、主に一塁や外野）として活躍し、優勝決定戦で決勝2点タイムリーを放つなどリーグ優勝に貢献。現役時代は通算2038本安打を記録した。彼の現役時代の背番号は寅島に引き継がれた。背番号9（現役時）→90（コーチ時）。
大杉（おおすぎ）
第2部のみ登場。二軍コーチでテスト入団を申し出ていた四方を見下し度々四方に嫌がらせをしていたが、雄根との直接対決での鋭い打球に呆然としていた。2部のオールスターでチョイ役として描かれた以降は登場しない。また、2巻の巻末に描かれた『作者が選ぶキャラクターベスト10』では作者からも存在を忘れられており、「誰だっけ？」と書かれる始末だった。
無田 雅孝（なしだ　まさたか）
第3部から登場。トム・キャッツスカウト。現役時代は名捕手として活躍、水原と同じ年に引退した。寅島の才能を見抜き、トム・キャッツに入団させようとするが、寅島は三ヶ月の入団が絶対必要条件としたために振り回されてしまうが、寅島と三ヶ月が入団後も何かと2人のことを見守ることになる。また、重吉の才能を見抜いてスカウトしたのもこの人物。名前のモデルは当時バファローズの監督だった梨田昌孝。
茶之木（さのき）
第3部から登場。トム・キャッツ寮寮長兼二軍コーチ。寮長でもありコーチとしてルーキーである寅島と三ヶ月を陰ながら見守る。背番号82。

### 南部ペガサス
モデルは西武ライオンズ。豊富な戦力を持つリーグ最強チームとして描かれている。また、実際のモデルとなったチームはドーム球場に改装されていたが、そのような描写が見られず、全作通してスタジアム球場として描かれた。
清本 天馬（きよもと てんま）
三塁手。第1部から登場。高校時代「怪物」と称される打者であったが、甲子園で雄根に4打席連続三振を食らう。以降雄根とのライバル関係が続く。雄根の160km/h台の直球をスタンドに叩き込んだ最初の打者でもある。高校時代に神童（大阪・四天王寺高校）と対戦、イカサマを見破っている。名前のモデルは清原和博。
デーモス・ソーン
外野手。第1部から登場。モデルはオレステス・デストラーデと思われる。トム・キャッツを潰すという指令を受け、メジャーリーグからペガサスに入団。通称「ジャッカル（山犬）」。高速の打球で野手を狙撃し、相手選手に怪我を負わせる。打者としても超一流であり、リーチの長さと尋常でないスイングスピードで本塁打を量産する。背番号6･6･6。因みにこの背番号の前任者はデストローデ（1巻1話のみ登場）
海道 陸（かいどう りく）
投手。第2部から登場。四方らと同期でドラフト1位。「ゴーマン（傲慢）ルーキー」として登場。球界一の速球投手である雄根をライバル視し、プロ入り初登板時に九回二死までノーヒットノーランを続けるも、四方にサヨナラ本塁打を喫してただの敗戦投手となる。以来、自信を失っていたが小日向の指導とフォーム改造により復活。非常に態度が大きいが小日向にだけは頭が上がらず、よく小日向にボコボコにされる事が多い。背番号200→101。
小日向 悟（こひゅーが さとる）
捕手。第2部から登場。選手の長短所を見抜く観察眼から、トム･キャッツ戦専門の捕手として杜監督から抜擢される。後（第3部）の西尾監督からも厚い信頼を置かれ、チームの参謀役を任されることになる。捕手としてのセンスも抜群であり、ささやき戦術と小柄ながら頭脳的なリードで貢献する。背番号02。
坂本 兵馬（さかもと ひょうま）
二塁手。第3部から登場。ドラフト4位。三ヶ月の高校時代の親友で野球部主将。実家は剣術道場である。元々右打者であったが、プロ入り後に居合い抜きの技術を生かしスイッチヒッターに転向。左打者として、三ヶ月のウィザード・ドライブを打ち崩した。アポロ・アーウィンがチーム内で最初に心を開いたほどの好漢。背番号11。
松崎 大介（まつざき だいすけ）
投手。第3部から登場。複数球団との競合の末、ドラフト1位でペガサスが獲得。超高速スライダーを武器とし、甲子園の決勝でノーヒットノーランを達成。「怪物」と呼ばれる。酒希の高校の後輩。モデルは松坂大輔。背番号18。
アポロ・アーウィン
第3部から登場。スポーツの科学者であった父親の研究により、人間の運動能力を限界まで引っ張り上げるための「実験材料」としての教育を受ける。14歳のころ、偶然九條とバート（後述）のバッテリーと野球で対戦。団体競技に興味を持つ。ハイスクール時代に親しかったペガサスのオーナーの娘・南田エリカの助けを借り、ペガサスに入団した。三ヶ月のウィザード・ドライブとウィザード・ライザーを一目で攻略しており、寅島と三ヶ月、そしてトム・キャッツに立ちはだかる最後の強敵として描かれている。背番号1。
伊藤（いとう）
第2部から登場。ペガサスの正捕手を務めており、フォアボールにより審判に抗議した海道をなだめていた。小日向登場後は代打としての起用が多い。モデルは伊東勤。右投げ右打ち。背番号27。
塩崎（しおざき）
第2部から登場。右のサイドハンド。「四方キラー」として、小日向の助言により投入される。モデルは潮崎哲也。背番号16。
西内（にしうち）
第2部から登場。第2部で小日向が敷いた「三人投手」の布陣の一角。第3部ではエースに。モデルは西口文也。背番号13。
松伊 カヅオ（まつい　かづお）
第2部から登場。初登場時は雄根の潰しの「コマ」だったが、先頭打者ホームランを放つなど活躍。モデルは松井稼頭央。背番号7。
西咲（にしざき）
第2部から登場。第2部ではファルコンズの先発投手として度々描かれていたが、第3部ではペガサスの一員として描かれている。右投げ。モデルは西崎幸広。背番号は一貫して21。
赤星 将丸（あかぼし しょうまる）
第3部から登場。三ヶ月のウィザード・ドライブ攻略の布石の為だけに2軍から招聘された。小日向曰く「顔が怖い、体がでかい、名前が怪しい」。しかし実際のところ試合中はただ不敵に笑ってベンチに座っているだけで坂本が活躍した結果、試合中のシーンは全く無かった。左打ち。モデルは赤田将吾。背番号30。
杜 （もり）
第1 - 2部の監督。攻め重視の戦略を敷く。モデルは森祇晶。
西尾 （にしお）
第3部の監督。投手力を重視し、就任1年目でペガサスを日本一に導く。モデルは東尾修。
寿 二郎（ことぶき じろう）
第3部から登場。ペガサススカウト。無田とは顔見知りで、甲子園や開幕戦では度々顔を合わせている。また、甲子園では松崎をマークしていた。

### ダイオーフェニックス
モデルは当時の福岡ダイエーホークス。前身の東海イーグルス（モデルは南海ホークス）を巨大企業ダイオーグループ（モデルはダイエー）が買収して誕生。第2部以降はペガサスに匹敵する実力派チームとして描かれている。モデルとなったホークスは福岡県に本拠地を置いているが、フェニックスは宮崎県に本拠地を置いている。
九條 数真（くじょう かずま）
投手。第2部から登場。四方と同じく陰陽師芦屋道満の血を受け継ぐ（なお、祖父の静山はダイオーグループ総帥の顧問占い師である）。多彩な変化球と正確無比なコントロールに加え、常に打者の裏をかく洞察力で相手を翻弄する。決め球はスプリットフィンガードファストボール。四方の宿命のライバルであり、数々の名勝負を繰り広げる。背番号9。
サイモン・ランカスター
投手。第2部から登場。身長215cmの巨漢。来日当初は打者だったが左肘の死球骨折後、九條のアドバイスで投手に転向。自身の高身長をフル活用した魔球を投げる。背番号111。
- グラビティ・プラス:九條の考案した魔球で、通称「重力加算投法」。身長215cmで腕の長いサイモンが出来るだけ高いところから投げ下ろすように投球することにより、空気抵抗による減速と重力による加速が相殺して初速と終速がほとんど同じになる。
- ライフル・ショット:バートが考案した魔球で、第3部から新たに使用。出来るだけ前方でボールをリリースするように投げることで本格的なストレートと同等の効果を得る。

バート・クレイトン
捕手、三塁手。第2部から登場。九條がアメリカ留学時代にバッテリーを組んだ相手であり、メジャーリーグ球団からの誘いを蹴ってフェニックスに入団する。四方の集中力にも匹敵する反射神経で、九條の「ノーサイン投法」を可能にするキャッチングセンスを持つ。打者としても柔軟なバッティングをし、速球派投手に滅法強い。背番号007。
藤見 兆治（ふじみ ちょうじ）
遊撃手。第3部から登場。メジャーリーガー並の力を持つパワーヒッター。同じ馬鹿力持ちの加縫をライバル視しており、喧嘩っ早い性格だが弟の京太だけには頭が上がらない。背番号「兆」。
藤見 京太（ふじみ きょうた）
外野手。第3部から登場。藤見兆治の弟。兄とは逆に俊足･好守でトム・キャッツ戦前では代走としての成功率は90%以上を記録していた。背番号0。
ミッシェル
一塁手。第2部から登場。モデルはケビン・ミッチェル。巨体から繰り広げるパワーと悪球打ちを武器に雄根から長打を放った。また巨体の割には身軽で、好守や加縫に対してのボディプレスを披露した。性格や素行が悪く、常にふてぶてしい態度でトム・キャッツの加縫を敵対視している。しかしシーズン後半になるとモデル選手同様怪我により無断帰国し解雇処分となった。ホットドッグが好物で、度々口にしているシーンが多い。背番号39。
工堂（くどう）
投手。モデルは工藤公康。第1部ではペガサスに所属していたと考えられるものの、第2部ではフェニックスの一員となって登場した。また、1部と2部では容姿がわずかに変更されている。右投げ。背番号21。
西久保（にしくぼ）
チームの右の主砲。モデルは小久保裕紀。小久保の背番号は9なのだが、九條がつけているため、背番号は登場当初は7だったが、2部のシーズン終盤以降に江口(モデルは井口資仁)が出てきて背番号7となったため、いつの間にか19になっている。
中松（なかまつ）
左の長距離砲で、3部から登場。モデルは松中信彦。三ケ月のウィザードドライブをホームランにした最初の打者。詰まった打球が入ったことにより、ウィザードドライブの弱点である球質の軽さが各球団に露呈された形となった。背番号3。
谷淵（たにぶち）
第2部の監督。トム・キャッツの水原とは同期。名前のモデルは田淵幸一。背番号81。
皇 貞晴（おう さだはる）
第3部の監督。通算868本の本塁打記録を持ち、通称は「世界の皇」。モデルは王貞治。背番号89。

### 神戸フォックス
モデルは当時のオリックス・ブルーウェーブ。安定した実力を持つ中堅チームとして描かれている。
鈴鹿 一流（すずか イチロー）
外野手。第2部から登場。打率4割に迫る天才打者。「センター返しぐらいならいつでも打てる」と、加縫曰く謙虚なのか強気なのか分からない発言をする。3部ではモデルとなった選手がメジャーリーグに移籍しているが、数年後にメジャーリーグ移籍したという設定でフォックスに残留している。モデルはイチロー。背番号51。
稲荷 常吉（いなり つねきち）
外野手。第3部から登場。トム･キャッツの重吉とは高校のチームメイトで、社会人野球でも打率争いをしたライバル関係。視野が広く眼が良い上、小技がめっぽう上手い。野手の動きを瞬時に判断し、守備陣の穴を狙う打撃をする。一流とは同じ愛知県出身で名古屋弁のような喋り方をする。背番号20。
藤木（ふじき）
内野手。第2部では「柳マジック」の仕掛人として隠し球や精神的な揺さぶりで四方を度々追い詰めてアウトにするも、最後の最後で四方と神童のトリックプレーによって嵌められた。モデルは藤井康雄。左投げ。背番号8。
大嶋（おおしま）
第2部から登場。第2部の序盤ではトム・キャッツに所属していたと考えられるものの（最初のフェニックスとの一戦でスコアボードに大嶋の名前が確認できる）終盤にはフォックスの一員となって登場した。直線なら一流と変わらない速さの脚力を持つ。モデルは大島公一。背番号52。
星乃（ほしの）
フォックスのサウスポーの投手。スローカーブを使った投球術が巧みで、船山が参考にした投手。モデルは星野伸之。
平伊（ひらい）
フォックスのストッパー。2部に登場。豪速球が売り。モデルは平井正史。
柳 晃（やなぎ あきら）
フォックスの監督。「柳マジック」と呼ばれる戦略を立てる。モデルは仰木彬。背番号72。

### 日製ファルコンズ
モデルは当時の日本ハムファイターズ。AクラスとBクラスを行き来する不安定なチームとして描かれている。
船山 勉（ふなやま つとむ）
左投げの軟投型投手。元打撃投手で弱肩ながら、天下一品のコントロールを沢井監督に買われ、打倒四方の切り札として抜擢される。のちに独学で「スロードロップ」を習得し、第3部ではチームの中継ぎエースにまでのし上がる。連載当時日本ハムに舟山恭史と岩本勉という投手がいたが、関連性は不明（ちなみに舟山と岩本は右投手）。背番号71。
隼 光（はやぶさ ひかる）
第3部で登場。左の巨漢打者だがポジションに関しては明らかにされていない。三ヶ月のウィザード・ライザー対策で大嶋監督が二軍から昇格した。眼がいいことが長所であるが、加縫が睨みつけただけで逃げ出すほど非常に気が弱く、恐怖心からインハイの球が苦手という弱点を持つ。パワーと足もあり、臆病な性格が無ければ一流になれる素質を持つ。背番号69。
ブリテン
第2部の途中から加入したと思われる助っ人大砲（ファルコンズとの最初の三連戦時は外野にショー（モデルはリック・シュー）という選手がいた）。不調雄根から三打席連続ホームランを放つ活躍を見せる。モデルはバーナード・ブリトー。背番号42。
片山（かたやま）
ウィルソー
緒笠原（おがさわら）
第3部で登場。（片山は第2部にも登場）それぞれ左打者。2000年 - 2001年頃の実際のファイターズ打線とは違い二番片山・三番ウィルソー・四番緒笠原という並びになっている（実際のモデルとなった選手の並びは二番小笠原・三番片岡で四番にオバンドー（作中では五番打者のオバンドルとして登場し、隼が代打で起用された）が入りウィルソンは主に五番から七番を打った）。背番号は片山が8、ウィルソーが15、緒笠原が2。また作中では片山が右打者の描写もある。
沢井 啓次（さわい けいじ）
第2部の監督。打倒四方に執念を燃やし、様々な奇策を繰り出す。通称「親分」。第2部終了後にチームの最下位の責任を取り、退任。モデルは大沢啓二。背番号86。
大嶋 安徳（おおしま やすのり）
第3部の監督。モデルは大島康徳。

### マリン・シャークス
モデルは千葉ロッテマリーンズ。万年Bクラスの弱小チームとして描かれている。モデルとなったマリーンズは千葉県に本拠地を置いているが、トム・キャッツが千葉県に本拠地を置いているため、シャークスはかつてマリーンズがオリオンズ時代に本拠地を置いていた神奈川県川崎市となっている。
丈月 雅彦（じょうづき まさひこ）
第2部に登場。ポジションは捕手。名前のモデルは定詰雅彦。登場初期は「ルーキーいびり」と称される厳しい内角攻めやラフプレーも辞さないダーティーなキャラだったが、物語が進むについてラフプレーも身を潜め、伊部と共にファイト溢れるプレーを見せた。薄毛を気にしているらしく、四方のバットに「ハゲ」と書かれた際は怒りをあらわにしていた。名前の「じょうづき」と「ジョーズ」を引っ掛けているためか、サメのようないかつい風貌で描かれている。背番号45。
伊部 一揮（いぶ いっき）
第2部に登場。ポジションは投手。モデルは伊良部秀輝。雄根と並ぶ日本屈指の速球派投手。熱血漢で雄根とは速球投手としてプライドをかけた熱い名勝負を度々繰り広げた。第2部終了後に渡米し、ヤンキースへ移籍。背番号18。
屋敷（やしき）
第2部に登場。ポジションは投手。丈月と共にトム・キャッツ相手に執拗な内角攻めをするも、9回表に四方の作戦により場外ホームランを打たれた。背番号13。
フルト・フランク
第2部に登場。ポジションは外野手。モデルはフリオ・フランコで、名前はフランクフルトのもじり。メジャーでならした大物助っ人で、不調だった雄根に対してソロホームランを打った。しかし2打席目以降は加縫のいたずらによって本気になった雄根の160キロ台の剛速球にまるで歯が立たず、呆然としていた。モデル選手同様独特なバッティングフォームの持ち主だが雄根の剛速球に動揺し、メジャーリーグでも一切変えなかったと称されているバッティングフォームを捨て、コンパクトな構えを取って長打性の当たりを放っている。背番号21。
小見山（こみやま）
第2部に登場。ポジションは投手。モデルは小宮山悟。悪天候の試合に滅法強く、強風を武器にトム・キャッツ打線を手玉に取るものの、最後は四方の強風を逆手に取った奇策により敗れた。モデル選手同様ドーム球場でも常に掛けているサングラスがトレードマーク。背番号14。
保坂（ほさか）
第2部に登場。ポジションは遊撃手。モデルは小坂誠。シーズン終盤に頭角を現したルーキーで俊足が武器。第3部でも引き続きシャークスのリードオフマンとして活躍した。背番号00→1。
覆浦（ふくうら）
第3部に登場。ポジションは一塁手。モデルは福浦和也。対ウィザード・ドライブ用に特打特訓を繰り返し、ペガサス戦後調子を崩していた三ヶ月を打ち負かした。背番号9。
黒樹（くろき）
第3部に登場。ポジションは投手。モデルは黒木知宏。雄根から伊部の後継者と称される本格派ピッチャー。背番号54。
バレンティーノ
第2部の監督でパ・リーグ唯一の外国人監督。モデルはボビー・バレンタイン。
河本（かわもと）
第3部の監督。モデルは山本功児。

### その他の人物
仲井 穂積（なかい ほづみ）
第1部ヒロイン。モデルは中井美穂。フジミテレビ（モデルはフジテレビ）アナウンサー。雄根と同じ里見高校出身。第1話の最後で渡米するも、メジャーリーグのインタビューでデーモスの態度に怒りを覚え、デーモスを殴ったため日本に再び帰国した。
三崎 辰子（みさき たつこ）
第2部ヒロイン。帝京スポーツ新聞のトム・キャッツ担当記者。二軍キャンプでの四方の入団テストを目撃し、その実力を確信する。格闘オタクであり、自らも蟷螂拳や八極拳などの技を使う。その技で酒希に執拗な野次を仕掛けていた島木を成敗したり、場外乱闘のドサクサにまぎれて海道の首を刈ったりもしていた。千鶴をヒロインの座を巡ってライバル視している。またオバケや怪談話が苦手で、千鶴が怪談話をした際は震え上がるほど怖がっていた。
小金沢 千鶴（こがねざわ ちづる）
第3部ヒロイン。寅島の同級生でトム・キャッツオーナー、小金沢 大蔵（こがねざわ たいぞう）の娘。気は強いが何かと寅島の事を気にかけているツンデレ気質。野球には興味がなかったが父親が入院し、死ぬ前にトム・キャッツの日本シリーズ制覇を見たかったと語った（実際は関の大怪我がきっかけで胃潰瘍になっただけだった）ために自ら父親の代わりにオーナーに勝手に就任。一軍選手に日本一にならなければ全選手を解雇すると宣言し、以降もボールガールの格好で選手たちを度々鼓舞する。三ヶ月の魔球である「ウィザード・○○」と命名したのは彼女。
松井 紀一（まつい きいち）
第1部から登場。帝京スポーツ記者で、辰子の先輩。名前のモデルは中井貴一と思われる。面白ければガセネタ、ヤラセなんでもありの記事にする。
有森 馮子（ありもり ひょうこ）
第1部から登場。雄根が入院した時の主治医で名前のモデルは有森裕子と思われる。ペガサスとの最終戦で、肩の故障が完治していない雄根に、野手としてという条件付きで出場を許可する。ただし、いざとなれば肩が壊れても登板する雄根の性格は把握しているため、投手としての出場も事実上は黙認している。また、第3部で小金沢オーナーが倒れた際も主治医として千鶴に病状を説明していた。女性だが男勝りな性格。
飯田 愛子（いいだ あいこ）
第2部から登場。酒希の彼女で元は同じ高校の野球部に所属していたマネージャー。加縫の顔を見ただけで泣き出してしまうほど、恐がりで泣き虫。
島木 譲市（しまき じょういち）
第2部に登場。南都スポーツの記者だが、狡猾な性格で裏では野球賭博をやっている。名前のモデルは島木譲二と思われる。神童に八百長を持ちかけたり、特ダネのために酒希に執拗な野次を飛ばし精神的なプレッシャーをかけるなどした。しかし前述は神童に激昂され、後述は野次攻撃を知った三崎達女性陣に制裁された。
遠山 金五郎（とおやま きんごろう）
第2部に登場。「球神」と称される審判歴35年のベテラン審判。名前のモデルは時代劇の遠山の金さんの本名、遠山金四郎と思われる。トム・キャッツファンである孫の健人には甘く、ホームランボールのために強風の中シャークス戦の試合を敢行した。また、シーズン後半のほとんどの試合では主審を務めた。
ハル9000
第3部に登場。ハチワレの黒猫でトラックに轢かれそうになったところを三ヶ月が救い出して以降、寮で特別に飼う事になった。三ヶ月には懐いているが寅島や加縫には全く懐いておらず、よく漫画本や新聞をビリビリに破いているシーンが多い。寅島曰く「ラッキー・キャット」で、ハル9000が寮に住み着いてからはトム・キャッツは連勝街道を歩むことになる。名前は寅島が半ばやけ気味に命名。名前の由来は『2001年宇宙の旅』に登場するコンピュータから。

### セ・リーグのチーム
基本的にオールスターゲームのエピソードにのみ登場する。
- 東京ジャイアンティス（モデルは読売ジャイアンツ）
- ヨクルト・ラークス（モデルはヤクルトスワローズ）
- 横浜セブンスターズ（モデルは横浜ベイスターズ）
- 広嶋キグナス（モデルは広島東洋カープ）
- 中京ドルフィンズ（モデルは中日ドラゴンズ）
- 阪新ライガース（モデルは阪神タイガース）